# Dorymyrmex bicolor
Dorymyrmex bicolor är en myrart som beskrevs av Wheeler 1906. Dorymyrmex bicolor ingår i släktet Dorymyrmex och familjen myror. Inga underarter finns listade i Catalogue of Life.

## Bildgalleri

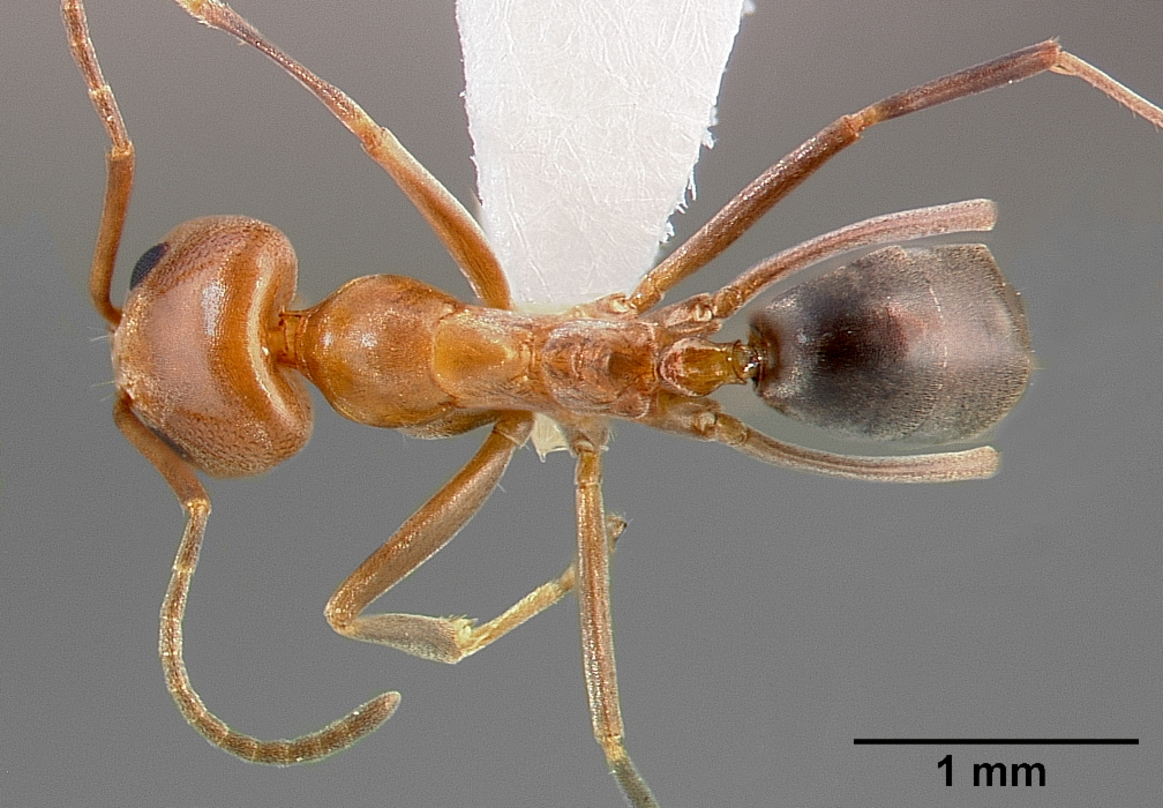
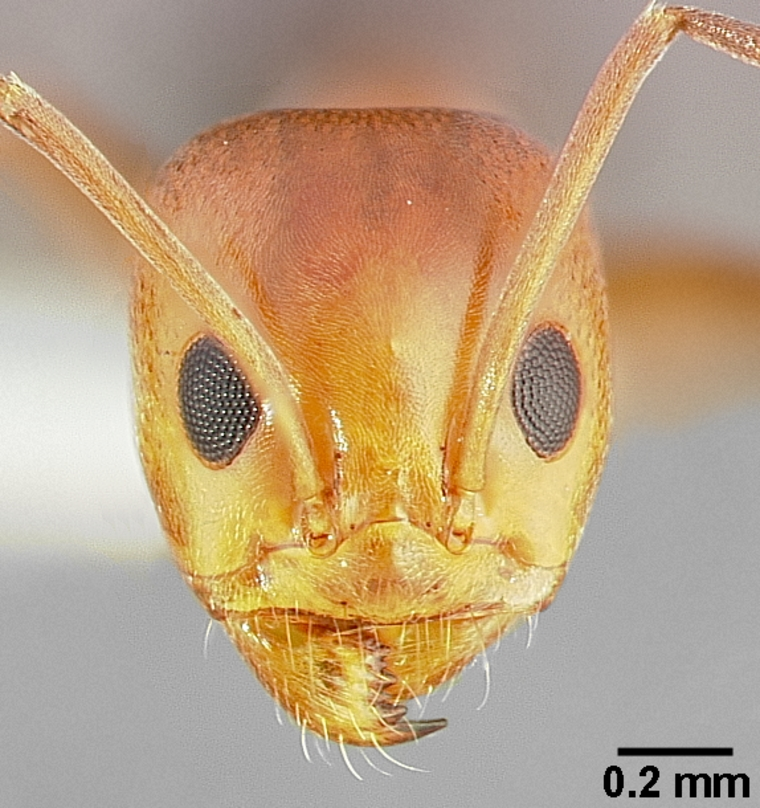
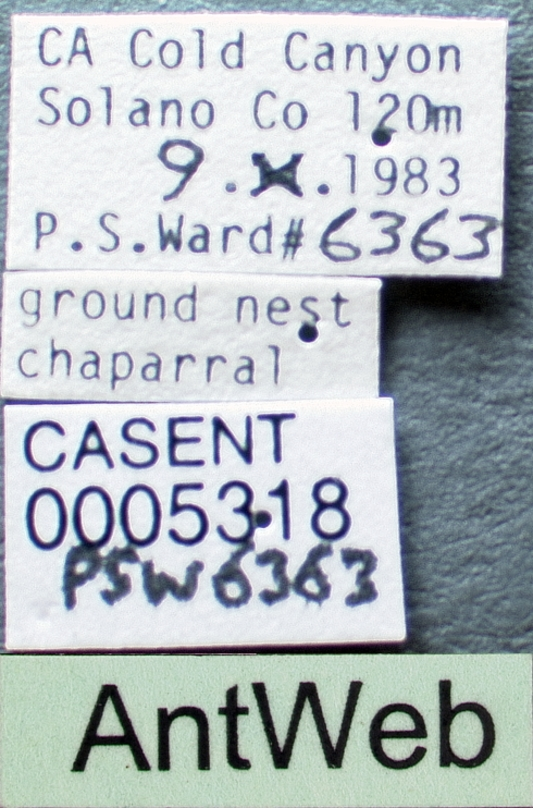
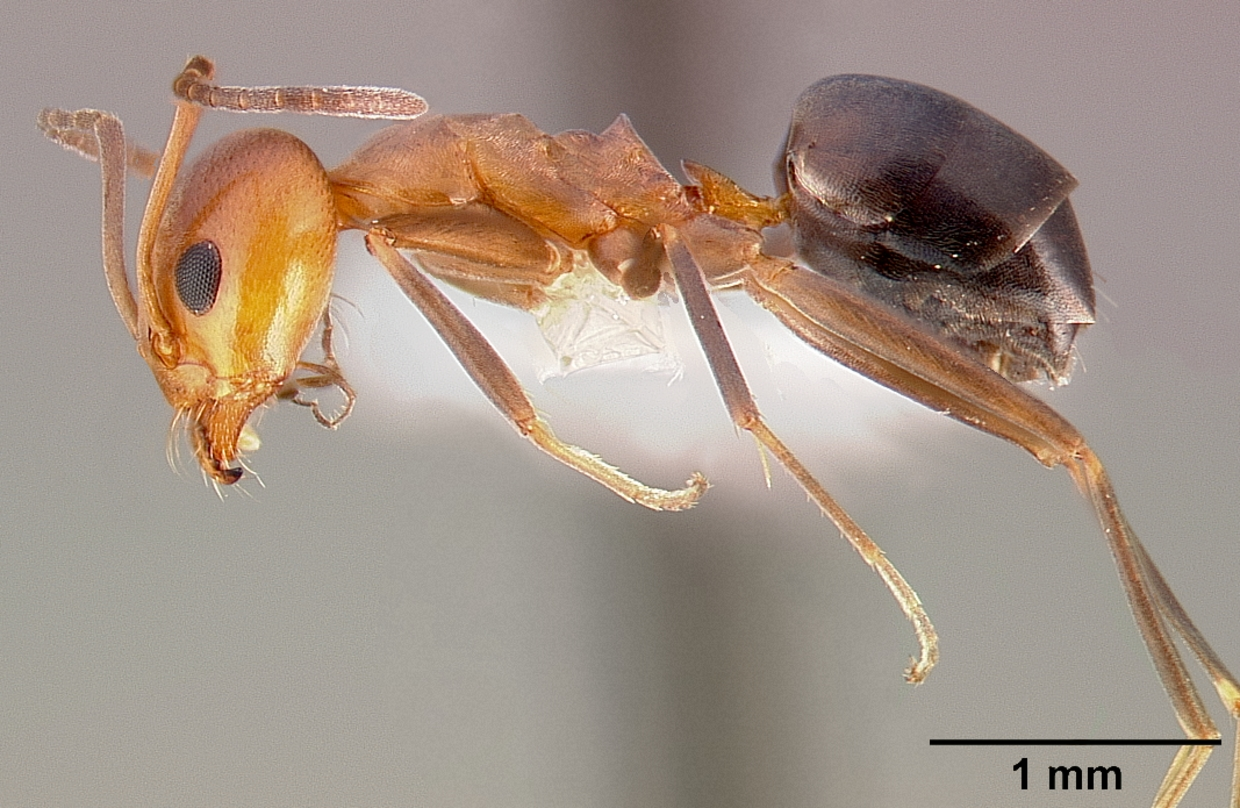
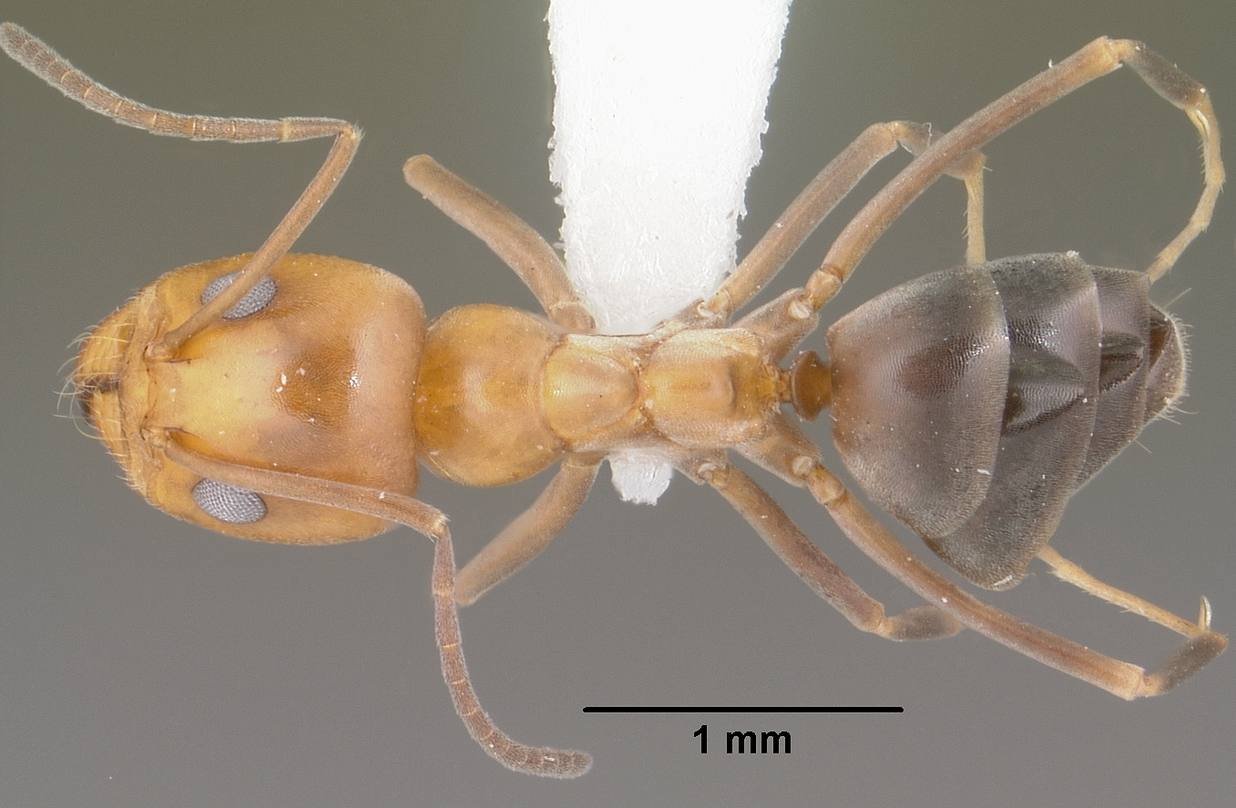
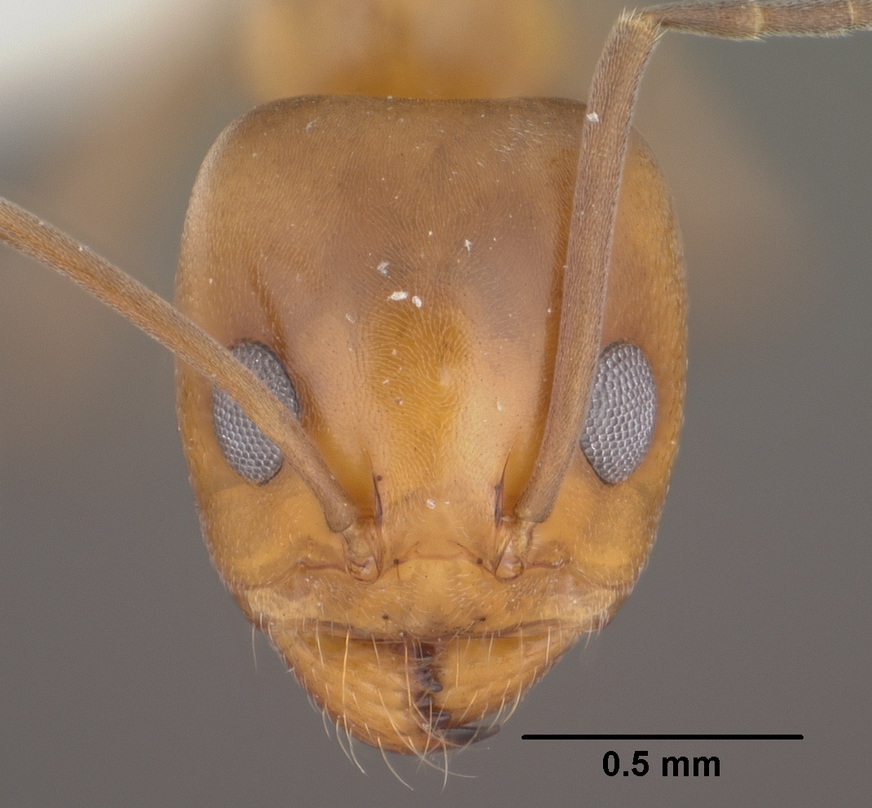